# Justin Mulenga
Justin Mulenga (* 27. Februar 1955 in Rosa Mission (jetzt Nondo Parish), Distrikt Mungwi, Sambia; † 20. März 2020 in Lusaka, Sambia) war ein sambischer römisch-katholischer Geistlicher und Bischof von Mpika.

## Leben
Justin Mulenga trat in das Kleine Seminar in Kasama ein und studierte anschließend Philosophie und Theologe am Mpima-Seminar. Am Evelyn-Hone-College in Lusaka diplomierte er zudem in Finanz- und Rechnungswesen. Am Päpstlichen Beda-Kolleg in Rom schloss er sein Theologiestudium ab. Er empfing am 18. Juli 1993 in Rom das Sakrament der Priesterweihe für das Erzbistum Kasama durch Erzbischof James Mwewa Spaita.
Er war 1993/94 Pfarrvikar in der Pfarrei der Heiligen Familie in Lwena. Von 1994 bis 1998 war er Generalschatzmeister im Erzbistum Kasama. 1998 wurde er Pfarrvikar der Gemeinde Kapatu und 2000 Pfarrer der Kathedrale St. John in Kasama. Von 2005 bis 2010 war er Pfarrer der Pfarrei St. Francis in Mbal sowie gleichzeitig Bischofsvikar für Ordensleute und das Dekanat von Mbala. 2009 übernahm er die Leitung der Diözesanklerusvereinigung der Erzdiözese Kasama und 2010 die Pastoralkoordination der Erzdiözese Kasama.
Am 23. Dezember 2015 ernannte ihn Papst Franziskus zum Bischof von Mpika. Die Bischofsweihe spendete ihm sein Amtsvorgänger Ignatius Chama, Erzbischof von Kasama, am 12. März des folgenden Jahres. Mitkonsekratoren waren der Bischof von Chipata, George Cosmas Zumaire Lungu, und der Bischof von Mansa, Patrick Chisanga OFMConv.